# Holothuria vagabunda
Holothuria vagabunda är en sjögurkeart som beskrevs av Emil Selenka. Holothuria vagabunda ingår i släktet Holothuria och familjen Holothuriidae. Inga underarter finns listade i Catalogue of Life.